# Louis de La Forest
Louis de La Forest, né le 12 août 1914 et mort dans sa centième année le 30 septembre 2013, à Irodouër (Ille-et-Vilaine), est un homme politique français.

## Biographie
Louis de La Forest est le fils d'Alain de La Forest, maire d'Irodouër et conseiller général d'Ille-et-Vilaine, et d'Anna du Breil de Pontbriand-Marzan.
Mobilisé lors de la Seconde Guerre mondiale, il est fait prisonnier et passe quatre ans en captivité en Allemagne.
Agriculteur, membre de la Chambre d'agriculture d'Ille-et-Vilaine et président de la Caisse régionale d'assurance mutuelle agricole départementale (1973-1987), Louis de La Forest est élu sénateur d'Ille-et-Vilaine le 26 septembre 1971. Il rejoint après son élection le groupe des Républicains indépendants. Réélu le 28 septembre 1980 pour un second mandat, il fut notamment membre de la commission des Affaires étrangères, de la Défense et des Forces armées.
En 1949, il fut élu conseiller général d'Ille-et-Vilaine pour le canton de Bécherel, réélu jusqu'en 1992 où il ne se représente pas. Louis de La Forest fut également maire d'Irodouër pendant 44 ans.

## Mandats électoraux
- Maire d'Irodouër de 1945 à 1989.
- Conseiller général du canton de Bécherel de 1949 à 1992.
- Sénateur d'Ille-et-vilaine de 1971 à 1989.

## Famille
Son petit-fils Tanguy de La Forest devient champion paralympique et médaillé d'argent aux Jeux de Paris.